# 真壁久幹
真壁久幹，戰國時代及安土桃山時代常陸國的國人領主。真壁郡真壁城主。真壁宗幹之子。在與小田氏、佐竹氏、後北条氏等勢力之間抗争、周旋，力圖真壁氏勢力的擴大。依據「關八州古戰錄」描述的「鬼真壁」指的就是真壁氏幹。
久幹生於大永2年（1522年），起初臣從於小田氏，但1548年與水谷正村一起叛離小田家。永祿3年（1560年），在進攻大掾慶幹時因古河公方的足利義氏從中調解而與之達成和睦。翌年，與女婿梶原政景、片野城的太田資正隨佐竹義昭軍一起討伐小田氏。永祿12年（1569年），在手這坂之戰給予小田氏治軍很大的打擊，奪取了小田城，導致小田氏治再也無力奪回。在這一戰中，久幹麾下的根來法師大藏坊用鐵炮狙擊了岡見治資，並將其討死，在當地這是一例較早在實戰中運用鐵炮的事件。
1573年，撮合了小田氏治與佐竹義重的議和。天正年間將家督讓與嫡男真壁氏幹，自號闇轢軒道無。
後小田氏再次與佐竹氏對立，並向久幹發出了請起文請求其為內應，久幹答應了此請求，沼尻之戰時為北條氏一方，後又回到了佐竹氏麾下。一直在摸索讓真壁氏成為獨立勢力的方法，雖將家督之位讓與了氏幹，但依然掌有實權。
於天正17年（1589年）3月30日去世。